# Leonard M. Elstad
Leonard Marvin Elstad, ne le 8 février 1899 à Osseo, dans le Comté de Trempealeau et mort le 27 juin 1990 à Mauston, a été le troisième Président entendant de l'Université Gallaudet (alors Gallaudet College) à Washington, D. C.
Dr Elstad, qui a obtenu un Master de Gallaudet, en 1923, et deux diplômes honorifiques plus tard dans sa vie, a présidé une importante période historique  de l'université Gallaudet, qui est venu à être appelé l'Ère de l'expansion Elstad quand Gallaudet obtenu l'accréditation (1957) et a été considérablement élargi, à la fois en termes de scolarisation et le nombre et la capacité des bâtiments sur le campus.

## Biographie
Leonard Marvin Elstad est né le 8 février 1899 à Osseo, dans le Comté de Trempealeau, est le fils du révérend Ole H. Elstad, un pasteur luthérien. En 1932, il était le professeur à l'école Minnesota State Academy for the Deaf jusqu'à 1945. Il devient le troisième président de l'Université Gallaudet, on s'appelle l'Ère de l'expansion Elstad car l'Universite Gallaudet a obtenu l'accréditation et a connu des agrandissements comme la Bibliothèque Edward Miner Gallaudet.